# Livre d'heures de Henri II
Les Heures de Henri II désignent un manuscrit enluminé conservé à la BnF à Paris, ancienne propriété du roi Henri II. Les miniatures de ce livre d'heures ont été attribuées au Maître des Heures d'Henri II qui doit son nom de convention à cette œuvre. 

## Description
Constitué de 124 pages en In 8 avec une reliure du XVIIe siècle en veau raciné avec un double filet d'or.

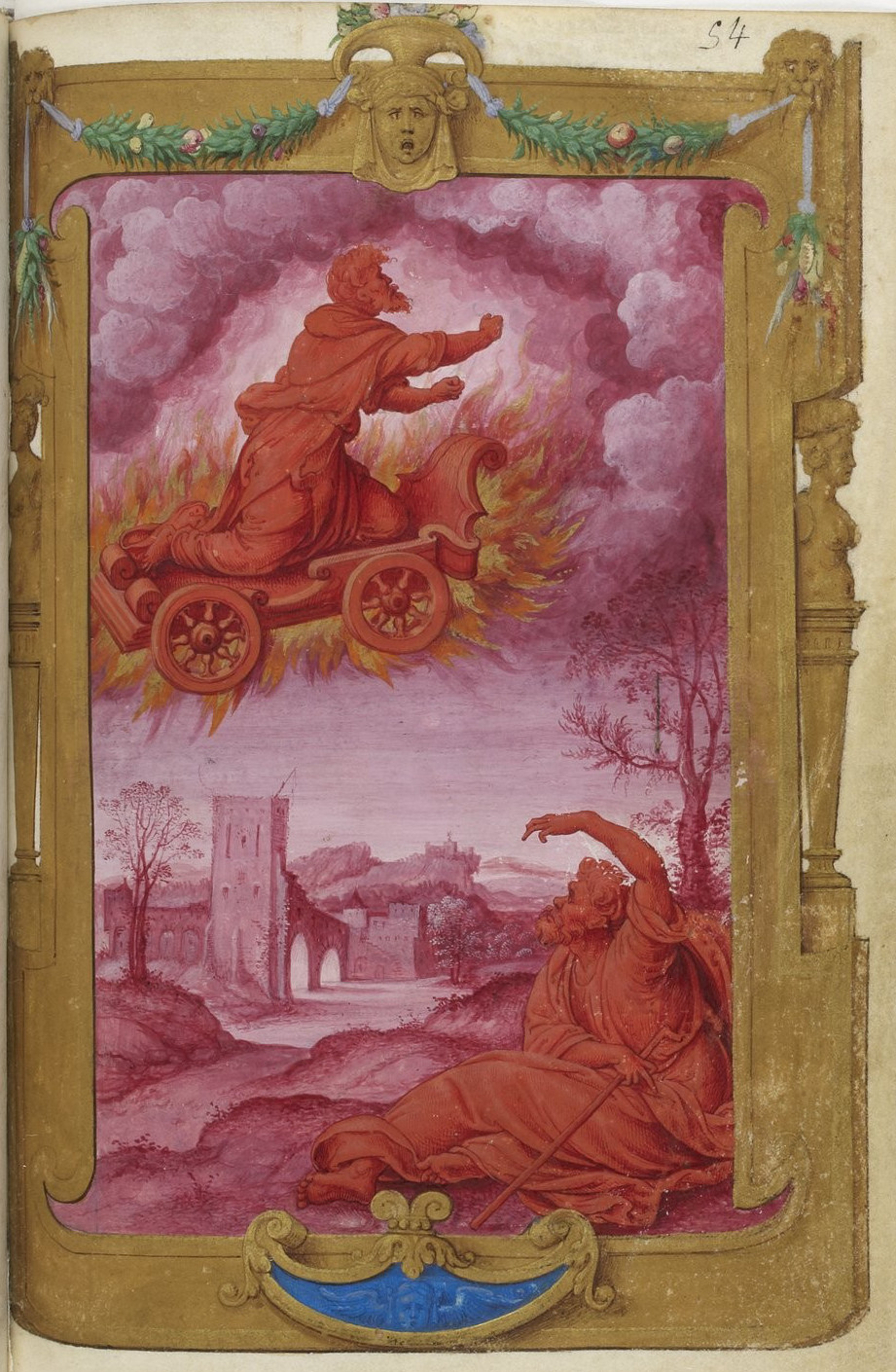
folio 54v. Ascension d'Élie sur un char de feu.
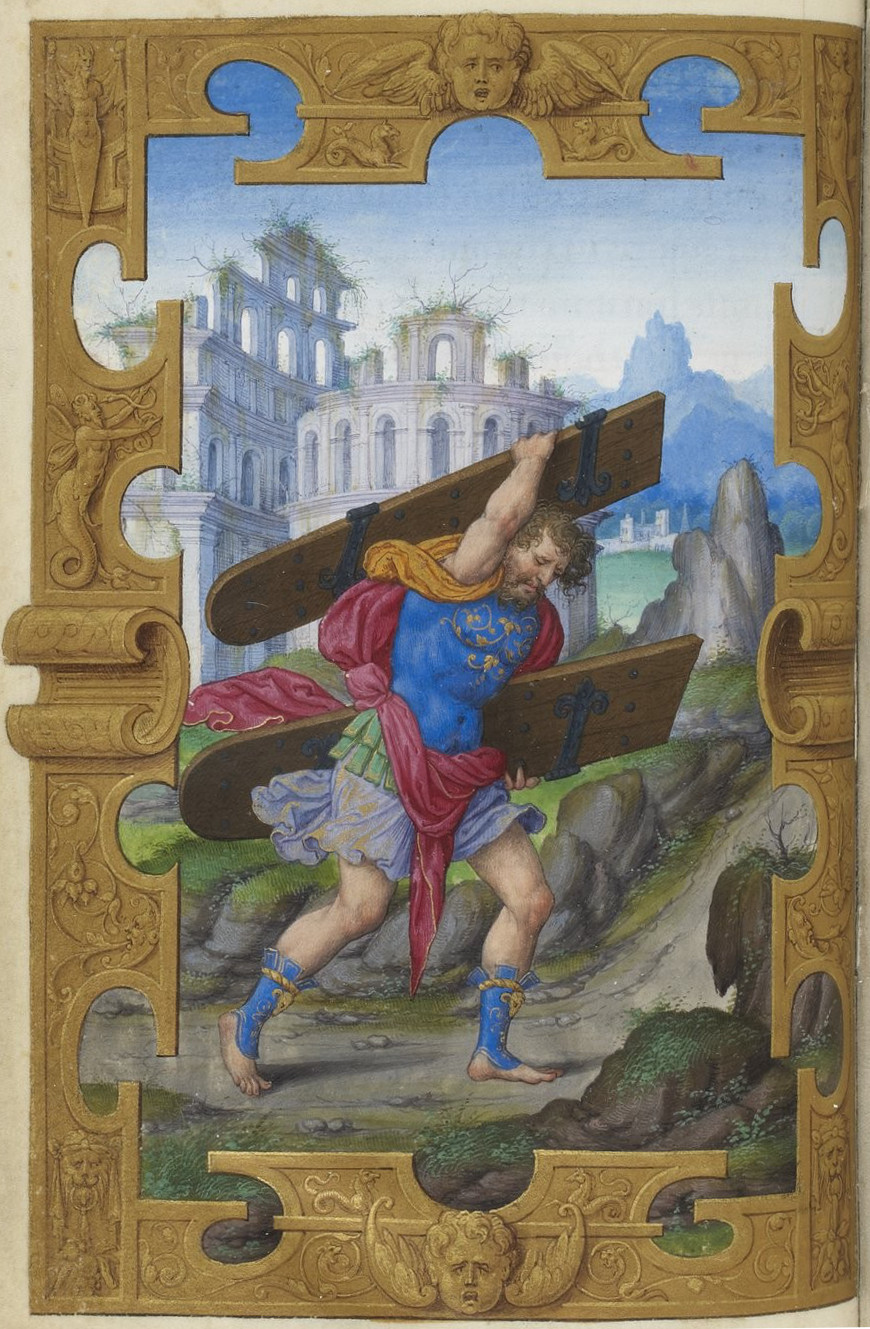
fol58v. Samson enlevant les portes de Gaza.
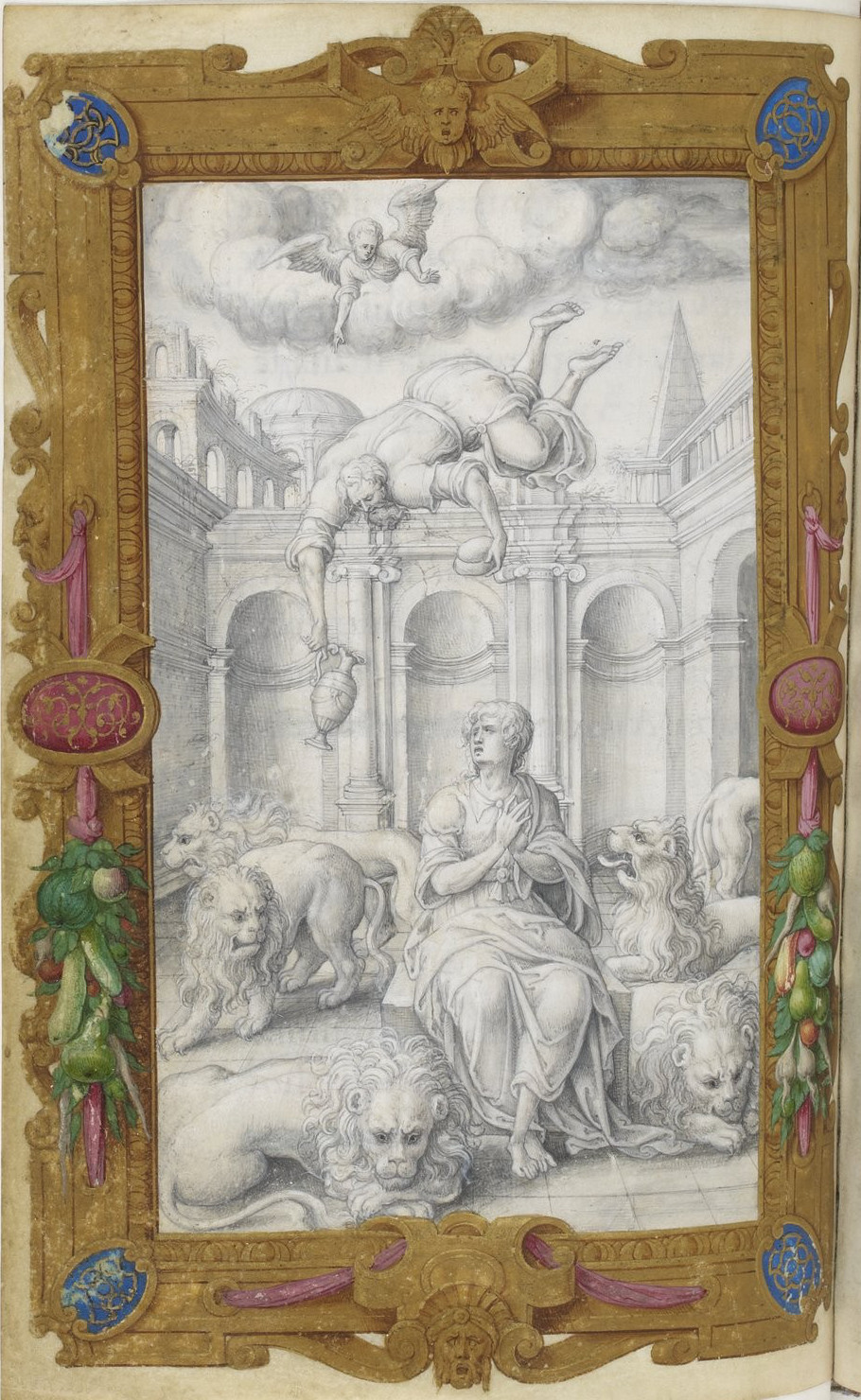
fol. 87v. Daniel dans la fosse aux lions.
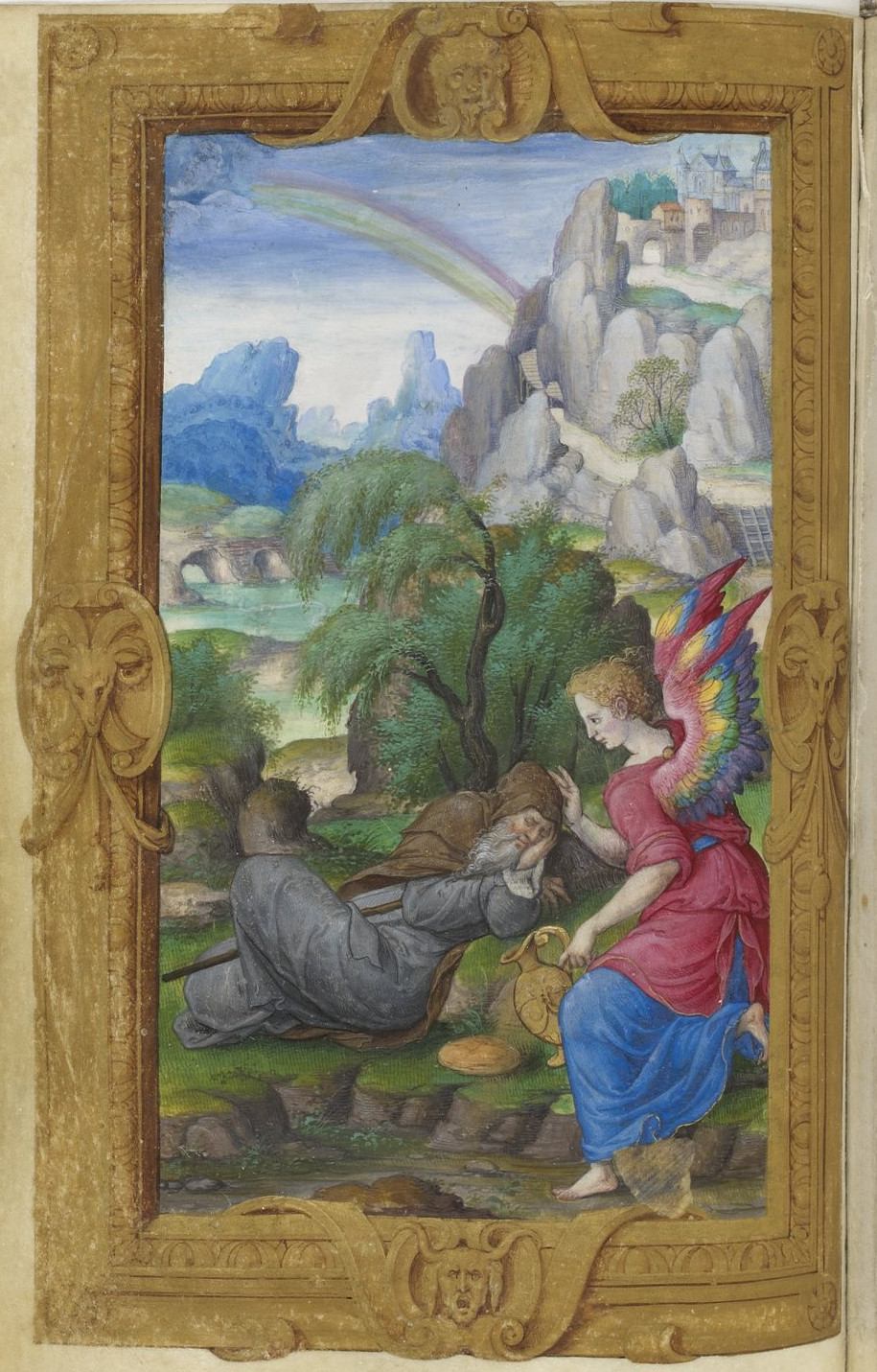
fol. 65v. Élie nourri par un ange.